# Garret FitzGerald
Garret Desmond FitzGerald (Ballsbridge, 9 de fevereiro de 1926 – Phibsborough, 19 de maio de 2011) foi um político, economista e advogado irlandês do Fine Gael que serviu duas vezes como Taoiseach, servindo de 1981 a 1982 e de 1982 a 1987. Ele serviu como líder do Fine Gael de 1977 a 1987 e foi duas vezes líder da oposição entre 1977 e 1982; ele foi anteriormente Ministro das Relações Exteriores de 1973 a 1977. FitzGerald serviu como Teachta Dála (TD) de 1969 a 1992 e foi senador do Painel Industrial e Comercial de 1965 a 1969.
Ele era filho de Desmond FitzGerald, o primeiro ministro das Relações Exteriores do Estado Livre Irlandês . Na época de sua morte, FitzGerald era presidente do Instituto de Assuntos Internacionais e Europeus e colunista do The Irish Times, e fazia aparições ocasionais em programas de televisão.

## Biografia
Garret FitzGerald nasceu em Ballsbridge, Dublin, em 1926, filho de Desmond FitzGerald e Mabel McConnell Fitzgerald. Sua mãe estava envolvida na política; foi através dela que seu pai também se tornou político. Ele tinha três irmãos mais velhos, Desmond (1911–1987), Pierce (1914–1986) e Fergus (1920–1983). Seu pai nasceu e foi criado em Londres e era o Ministro das Relações Exteriores na época do nascimento de seu filho. Ele era filho de um trabalhador que havia emigrado de Skeheenarinky no Condado de Tipperary, juntou-se aos Voluntários Irlandeses em 1914 e lutou durante a Revolta da Páscoa de 1916. FitzGerald pai foi ativo no Sinn Féin durante a Guerra da Independência da Irlanda e foi um dos fundadores do Cumann na nGaedheal. O partido foi formado para apoiar o Tratado Anglo-Irlandês de 1921, que criou o Estado Livre Irlandês.
Embora fosse uma figura importante no lado pró-tratado da divisão política da Irlanda, FitzGerald pai permaneceu amigável com os republicanos anti-Tratado, como o homem de Belfast Seán MacEntee, um ministro no governo de Éamon de Valera e sogro de Conor Cruise O'Brien. As famílias de Patrick McGilligan e Ernest Blythe também eram visitantes frequentes da casa dos FitzGerald. A mãe de FitzGerald, a ex-Mabel Washington McConnell, era uma nacionalista e republicana de ascendência protestante do Ulster. No entanto, mais tarde na vida, ela se converteu ao catolicismo. Seu filho mais tarde descreveria seu objetivo político como a criação de uma Irlanda pluralista, onde os protestantes do norte da tradição familiar de sua mãe e os católicos do sul de seu pai pudessem se sentir igualmente em casa.
FitzGerald foi educado no Jesuíta Belvedere College e no University College Dublin (UCD), onde se formou com honras de bacharel em história, francês e espanhol em 1946, retornando mais tarde para completar um doutorado em economia que obteve em 1968; sua tese de doutorado foi publicada no ano seguinte, intitulada Planejamento na Irlanda. Ele estava profundamente interessado na política da Guerra Civil Espanhola e da Segunda Guerra Mundial. Um aluno brilhante que contou entre seus contemporâneos na UCD seu futuro rival político, Charles Haughey, que também conheceu Joan O'Farrell (1923–1999), uma colega estudante nascida em Liverpool, com quem FitzGerald se casou em 1947. Seus filhos foram John, Mary e Mark.
Após concluir sua formação universitária, em 1947, começou a trabalhar na Aer Lingus, a companhia aérea estatal da Irlanda, e tornou-se uma autoridade em planejamento econômico estratégico de transportes. Durante esse período, escreveu diversos artigos para jornais, foi correspondente irlandês da revista britânica The Economist e foi incentivado a escrever sobre Contas Nacionais e economia pelo editor de reportagens no Irish Times. Ele permaneceu na Aer Lingus até 1958; no ano seguinte, após realizar um estudo de economia da indústria irlandesa no Trinity College Dublin, tornou-se professor de economia na UCD.
FitzGerald qualificou-se como advogado, pela King's Inns da Irlanda, e falava francês fluentemente. 

## Início da carreira política
FitzGerald estava ansioso para entrar na política. Apesar de suas raízes pró-Tratado, vários membros do Fianna Fáil, incluindo Charles Haughey e Michael Yeats, sugeriram que ele se juntasse a esse partido.  Por fim, FitzGerald fez sua entrada na política partidária sob a bandeira do Fine Gael, do qual seu pai havia sido um membro fundador. Ele se juntou à ala liberal do partido, que se uniu em torno do programa Just Society escrito por Declan Costello. FitzGerald foi eleito para o Seanad Éireann para o Painel Industrial e Comercial em 1965 e logo construiu seu perfil político. FitzGerald foi eleito para o Dáil Éireann na eleição geral de 1969, para o distrito eleitoral de Dublin Sudeste, no mesmo ano em que obteve seu doutorado por uma tese publicada posteriormente sob o título "Planejamento na Irlanda". Ele se tornou uma figura importante quase imediatamente no partido parlamentar, e suas ideias liberais foram vistas como um contrapeso ao líder conservador, Liam Cosgrave. A diferença de perspectiva política e as ambições de FitzGerald para a liderança do Fine Gael resultaram em profundas tensões.  entre os dois homens. Em seu discurso de liderança no Fine Gael Ardfheis de 1972, em Cork, Cosgrave referiu-se às "raposas mestiças" que deveriam ser erradicadas do partido, uma referência vista por muitos como um ataque aos esforços de FitzGerald para destituí-lo da liderança.
FitzGerald era contra o bombardeio dos EUA no Vietnã do Norte.

## Ministro das Relações Exteriores (1973–1977)

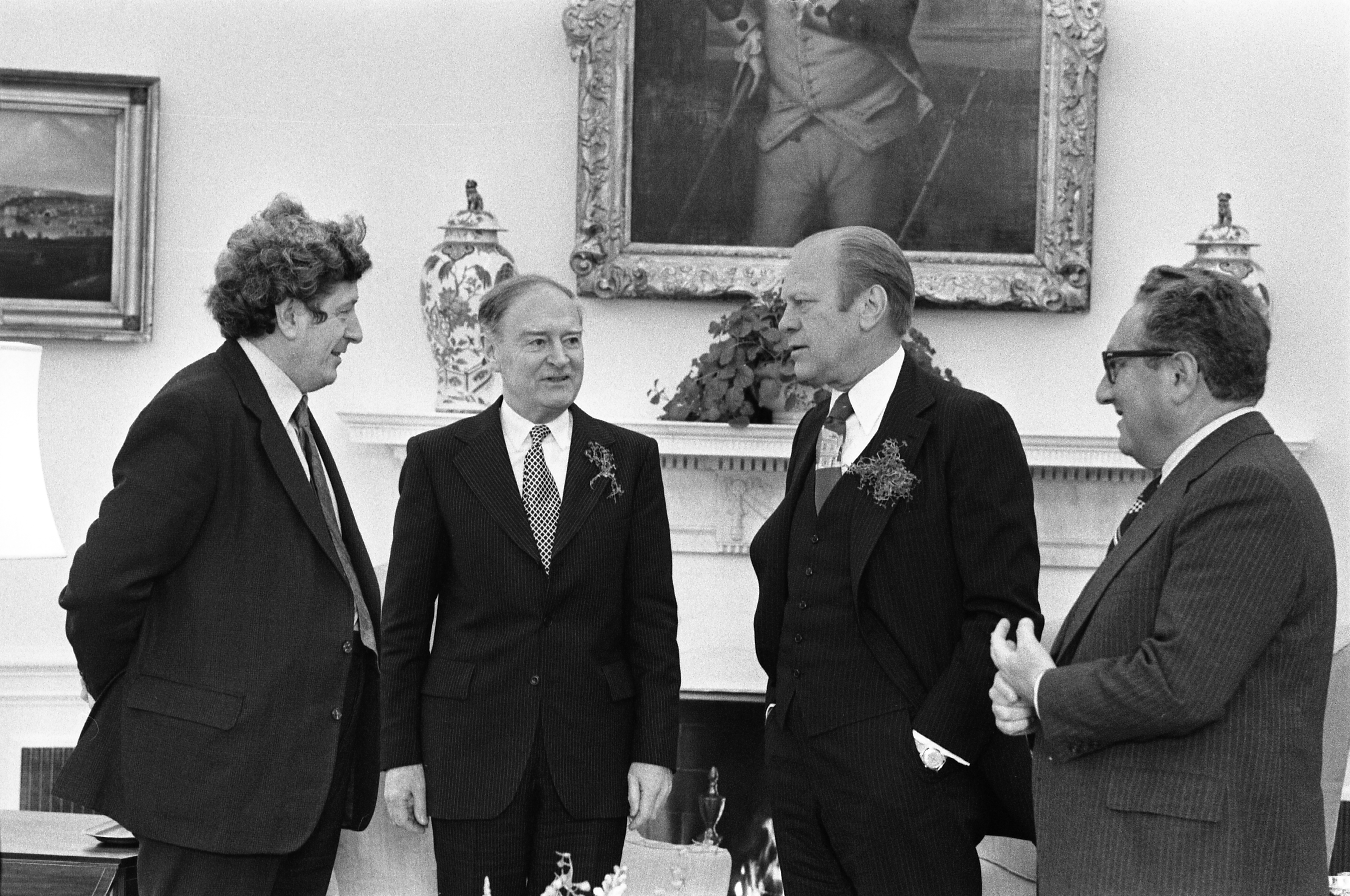
FitzGerald (e–d) com o Taoiseach Liam Cosgrave, o presidente dos EUA Gerald Ford e o secretário de Estado dos EUA Henry Kissinger no Salão Oval no Dia de São Patrício, 1976

Após a eleição geral de 1973, o Fine Gael assumiu o cargo em um governo de coalizão com o Partido Trabalhista, com Liam Cosgrave como Taoiseach. FitzGerald esperava que ele assumisse o cargo de Ministro das Finanças, principalmente após um bom desempenho em um debate pré-eleitoral com o então Ministro das Finanças, George Colley. No entanto, a posição foi para Richie Ryan, com FitzGerald se tornando Ministro das Relações Exteriores. O pai de FitzGerald ocupou o mesmo cargo em um governo liderado pelo pai de Liam Cosgrave, W. T. Cosgrave, cinquenta anos antes. Sua nomeação para a Iveagh House (a sede do Departamento de Relações Exteriores) teria um efeito significativo na carreira de FitzGerald e no futuro do Fine Gael. Cosgrave desconfiava das ideias liberais de FitzGerald e acreditava que ele tinha planos para a liderança. Durante seu período nas Relações Exteriores, FitzGerald desenvolveu um bom relacionamento com Liam Cosgrave, e toda a tensão entre eles na oposição desapareceu.
O papel do ministro havia mudado substancialmente desde a época de seu pai. A Irlanda não era mais membro da Comunidade das Nações, mas em 1973 havia aderido à Comunidade Econômica Europeia (CEE), a organização que mais tarde se tornaria a União Europeia (UE). FitzGerald, firmemente entrincheirado como Ministro das Relações Exteriores, estava livre de qualquer culpa devido à má gestão da economia por outros ministros. Se alguma coisa, seu mandato no Departamento de Relações Exteriores o ajudou a finalmente alcançar a liderança do partido. Suas visões inovadoras, energia e fluência em francês lhe renderam – e por meio dele, à Irlanda – um status nos assuntos europeus que excedia em muito o tamanho do país e garantiu que a primeira Presidência irlandesa do Conselho Europeu em 1975 fosse um sucesso notável.
A política de FitzGerald em relação às relações Igreja-Estado, no entanto, o levou a um confronto com a Igreja Católica Romana, cuja "posição especial" na República havia sido consagrada na constituição até o referendo de dezembro de 1972. FitzGerald, em 1973, encontrou-se com o Cardeal Secretário de Estado, Agostino Casaroli, e propôs modificar ainda mais a Constituição da República para remover leis com fundamentos abertamente católicos, como as proibições de divórcio e contracepção, bem como para aliviar os estigmas públicos na Irlanda do Norte em relação a casamentos religiosos mistos e educação integrada. Casaroli inicialmente pareceu receptivo, e o governo submeteu formalmente a proposta ao Vaticano. A visão de FitzGerald causou grande consternação entre a hierarquia da igreja, no entanto, e em 1977, o Papa Paulo VI encontrou-se pessoalmente com FitzGerald para lhe dizer que "a Irlanda era um país católico – talvez o único que restava – e deveria permanecer assim. As leis não deveriam ser alteradas de forma alguma que tornasse o país menos católico".

## Liderança do Fine Gael
Em 1977, a Coalizão Nacional do Fine Gael e do Partido Trabalhista sofreu uma derrota eleitoral desastrosa nas eleições gerais. Liam Cosgrave renunciou ao cargo de líder do partido e FitzGerald foi escolhido por aclamação para sucedê-lo. Em seu novo papel como Líder da Oposição e líder do partido, ele começou a modernizar e revitalizar o Fine Gael. Ele imediatamente nomeou um Secretário-Geral para supervisionar tudo isso, uma tática copiada do Fianna Fáil. Sob FitzGerald, o Fine Gael experimentou um rápido aumento em apoio e popularidade. Após as eleições de novembro de 1982, ele teve apenas cinco cadeiras a menos que o Fianna Fáil (a margem mais próxima dos partidos até 2011; às vezes o Fianna Fáil era muito maior, em uma ocasião bem mais do que o dobro), com o Fine Gael no Oireachtas (ou seja, incluindo o Seanad) maior que o Fianna Fáil, que havia sido a força dominante na política irlandesa por 40 anos.

## Taoiseach (1981–1982)
Na época das eleições gerais de 1981, o Fine Gael tinha uma máquina partidária que podia competir com o Fianna Fáil. O partido conquistou 65 cadeiras e formou um governo de coalizão minoritário com o Partido Trabalhista e o apoio de vários deputados independentes. FitzGerald foi nomeado Taoiseach em 30 de junho de 1981. FitzGerald excluiu Richie Ryan, Richard Burke e Tom O'Donnell, ex-partidários do Fine Gael, do gabinete.
FitzGerald enfrentou dois problemas fundamentais durante seu primeiro mandato: a Irlanda do Norte e a piora da situação econômica. Uma marcha de protesto em apoio aos grevistas de fome do Bloco H, em julho de 1981, foi duramente enfrentada por FitzGerald. Em uma ocasião em que se encontrou com parentes dos grevistas, recusou-se a se encontrar com a família de Bobby Sands, Membro do Parlamento por Fermanagh e South Tyrone e membro da comissão de greve de fome do IRA Provisório, o primeiro a morrer nessa greve, juntamente com a irmã de Raymond McCreesh, que havia falecido em 21 de maio. Durante a reunião, duas das irmãs de Thomas McElwee, Mary e Nora, desabaram e foram embora. Mary McElwee disse à imprensa do lado de fora que "ele não está fazendo nada, está pedindo sugestões". FitzGerald então ordenou à Gardaí que retirasse as famílias da reunião. A resposta de FitzGerald foi, nas palavras de Eamonn Sweeney, “colocar toda a culpa pelos grevistas da fome no movimento republicano e sugerir um fim unilateral imediato à sua campanha militar”.
A crise econômica também foi muito pior do que FitzGerald temia. O Fine Gael teve que abandonar seus planos de cortes de impostos antes das eleições, e um orçamento draconiano de meio de ano foi apresentado quase imediatamente. O orçamento de julho pareceu excepcionalmente austero para um governo dependente do apoio de deputados independentes. O segundo orçamento apresentado por John Bruton levou à derrota do governo no Dáil na noite de 27 de janeiro de 1982.
Em vista dessa perda de fornecimento, FitzGerald foi a Áras an Uachtaráin para solicitar a dissolução do Dáil ao presidente, Patrick Hillery. O presidente pode se recusar a conceder uma dissolução quando aconselhado por um Taoiseach que "deixou de manter o apoio da maioria no Dáil Éireann". Quando FitzGerald chegou lá, foi informado de que figuras importantes da oposição (e alguns deputados independentes), incluindo o líder da oposição (e ex-Taoiseach) Charles Haughey, Brian Lenihan e Sylvester Barrett, fizeram uma série de telefonemas exigindo que Hillery recusasse a dissolução. Se Hillery tivesse feito isso, teria forçado a renúncia de FitzGerald como Taoiseach e permitido ao Dáil nomear outra pessoa para o cargo — presumivelmente Haughey. Diz-se que Hillery rejeitou com raiva tal pressão, considerando-a uma má conduta grave. Ele concedeu a dissolução a FitzGerald. 
Nas eleições gerais de fevereiro de 1982, o Fine Gael perdeu apenas duas cadeiras, mas foi afastado do cargo. No entanto, as eleições gerais de novembro de 1982 (a terceira eleição em dezoito meses) resultaram na recondução de FitzGerald como Taoiseach pela segunda vez, liderando uma coalizão Fine Gael-Trabalhista com uma maioria de apoio.

## Taoiseach (1982–1987)
Uma profunda recessão econômica dominou o segundo e o primeiro mandato de FitzGerald. Buscar a "retidão fiscal" para reduzir a elevada dívida nacional exigia um controle mais firme dos gastos públicos do que o Partido Trabalhista facilmente aceitava. O relacionamento harmonioso que o Taoiseach desenvolveu com seu Tánaiste, Dick Spring, evitou com sucesso o colapso da coalizão por mais de quatro anos, apesar das tensões entre outros ministros, e permitiu a sobrevivência do governo. O Fine Gael queria reanimar a economia controlando os gastos públicos e impondo cortes para reduzir o déficit orçamentário.
As medidas propostas pelo Ministro das Finanças de FitzGerald, Alan Dukes, eram totalmente inaceitáveis para o Partido Trabalhista, que estava sob enorme pressão de sua base de apoio para manter os serviços públicos. Os dois partidos no governo se encontraram em um impasse. Impediram o agravamento da crise financeira, mas não conseguiram tomar as medidas decisivas que gerariam crescimento econômico. Com crescimento econômico insignificante e desemprego em larga escala, o governo FitzGerald era profundamente impopular junto à população.
Quando FitzGerald participou de uma reunião de Bilderberg em 1985, seu rival Haughey sugeriu que havia ligações com a OTAN, contrariando assim a posição oficial de neutralidade da Irlanda.

### Reforma constitucional
Como Taoiseach pela segunda vez, FitzGerald defendeu uma liberalização da sociedade irlandesa para criar o que ele chamou de nação não sectária de "Tone e Davis". A Oitava Emenda da Constituição, que "[reconheceu] o direito à vida do nascituro", foi aprovada em um referendo contra a recomendação de FitzGerald. Uma proposta para permitir o divórcio foi derrotada em um referendo de 1986; no entanto, a lei sobre contracepção foi liberalizada pela Lei de Saúde (Planejamento Familiar) (Emenda) de 1985.

### Irlanda do Norte
FitzGerald criou o New Ireland Forum em 1983, que reuniu representantes dos partidos políticos constitucionais da República e do SDLP nacionalista da Irlanda do Norte. Embora os partidos unionistas tenham recusado seu convite para participar, e as conclusões do Fórum propondo várias formas de associação entre a Irlanda do Norte e a República tenham sido rejeitadas categoricamente pela primeira-ministra britânica Margaret Thatcher, o Fórum forneceu o ímpeto para a retomada de negociações sérias entre os governos irlandês e britânico, que culminaram no Acordo Anglo-Irlandês de novembro de 1985. Este acordo previa um mecanismo pelo qual o governo britânico poderia consultar a República da Irlanda sobre a governança da Irlanda do Norte, e foi fortemente contestado pelos unionistas da Irlanda do Norte, cujos parlamentares renunciaram a seus assentos no Parlamento britânico em protesto. Novas eleições foram necessárias na Irlanda do Norte, nas quais os unionistas perderam a cadeira de Newry e Armagh para Seamus Mallon do SDLP. Durante este período, em 15 de março de 1984, ele também foi convidado a discursar em uma sessão conjunta do Congresso dos Estados Unidos, o quarto líder irlandês a fazê-lo.
O seu governo também aprovou a Lei de Extradição de 1987, que pôs fim à defesa de longa data contra a extradição de suspeitos que pudessem alegar que um ato de violência na Irlanda do Norte ou na Grã-Bretanha era um crime político.
Embora o acordo tenha sido repudiado e condenado pelos unionistas, foi considerado como a base para o desenvolvimento da confiança e da acção conjunta entre os governos, o que, com o tempo, acabaria por dar origem à Declaração de Downing Street de 1993 e aos subsequentes cessar-fogo entre republicanos e lealistas.

### Lutas internas e apoio decrescente
FitzGerald tentou reorganizar seu gabinete em fevereiro de 1986, mas alguns ministros resistiram — notavelmente Barry Desmond, que se recusou a deixar sua pasta de Saúde e Bem-Estar Social. O resultado final das mudanças no gabinete minou ainda mais a autoridade de FitzGerald. O novo partido Democratas Progressistas foi lançado mais tarde naquele ano por Desmond O'Malley a partir das divisões dentro do Fianna Fáil. Ele repercutiu imediatamente em muitos apoiadores desencantados do Fine Gael, que estavam cansados do fracasso em lidar totalmente com a crise econômica e ansiavam por uma política de direita coerente de FitzGerald. Ver a base de apoio de seu partido sob ataque da direita apenas fortaleceu a determinação dos colegas de FitzGerald no Fine Gael de romper com a abordagem do Partido Trabalhista, apesar da estreita empatia de seu líder com o Partido Trabalhista.
Paralisado pela crise econômica, FitzGerald tentou resgatar algumas de suas ambições de reformar o Estado e propôs, em meados de 1986, um referendo para alterar a Constituição e permitir o divórcio. A emenda proposta foi cercada de controvérsia, e as muitas mudanças legais necessárias não foram apresentadas. Haughey se opôs habilmente ao referendo, juntamente com a Igreja Católica Romana e os interesses fundiários, preocupados com os direitos de propriedade.
Em janeiro de 1987, os membros do Partido Trabalhista do governo se retiraram do governo devido a desacordos devido às propostas orçamentárias. Sem maioria parlamentar, FitzGerald buscou a dissolução do Dáil, que foi concedida, continuando a liderar um governo minoritário do Fine Gael até depois da eleição. Nas eleições gerais de 1987, o Fine Gael manteve a proposta de cortes orçamentários rigorosos que o Partido Trabalhista havia bloqueado por quatro anos. O Fianna Fáil retornou ao cargo em março de 1987, após a derrota esmagadora do Fine Gael na eleição. Os Democratas Progressistas conquistaram 14 cadeiras, principalmente do Fine Gael. Embora Haughey não tivesse maioria absoluta, quando chegou a hora da votação do Dáil sobre a nomeação de Taoiseach, o deputado independente de esquerda Tony Gregory votou contra FitzGerald, mas se absteve em relação a Haughey, vendo Haughey como o "menor de dois males". Isso se deveu à oposição de Gregory ao acordo anglo-irlandês e sua forte antipatia pessoal por FitzGerald. Haughey foi eleito Taoiseach no voto de qualidade do Ceann Comhairle.

## Período pós-Taoiseach

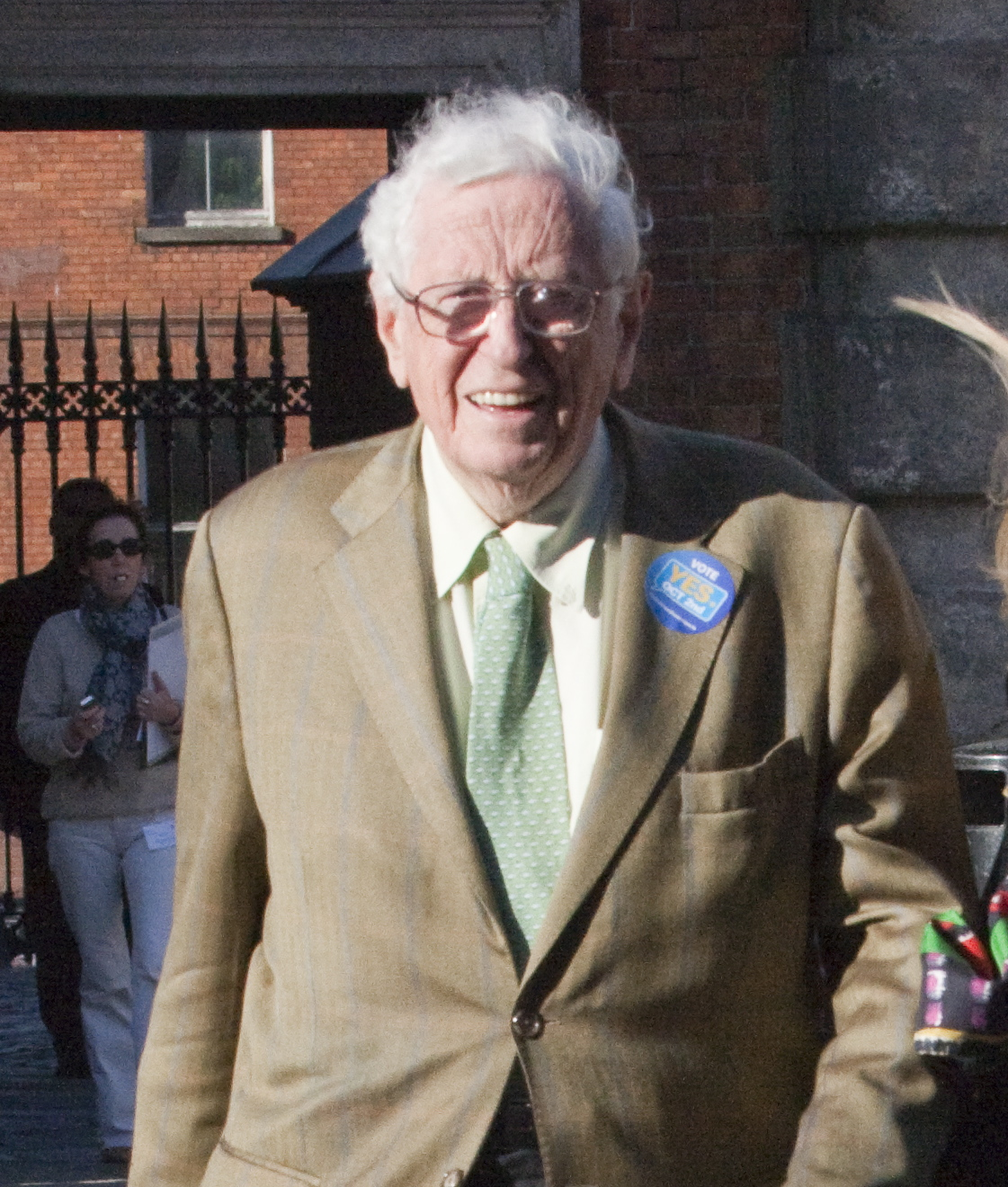
FitzGerald chegando para a contagem do referendo do Tratado de Lisboa em 2009

FitzGerald aposentou-se como líder do Fine Gael imediatamente após o Dáil eleger Haughey como Taoiseach; o partido parlamentar elegeu Alan Dukes em seu lugar. Sua autobiografia All in a Life apareceu em 1991, tornando-se imediatamente um best-seller. Ele se aposentou completamente da política na eleição geral de 1992. Sua esposa, Joan, faleceu antes dele em 1999, após uma longa doença.
Depois disso, FitzGerald escreveu uma coluna semanal todos os sábados no The Irish Times e deu muitas palestras no país e no exterior sobre assuntos públicos.  Ele saiu da aposentadoria para fazer campanha pelo voto "sim" no segundo referendo irlandês sobre o Tratado de Nice da UE, realizado em 2002. Ele ocupou o cargo de Chanceler da Universidade Nacional da Irlanda de 1997 a 2009. Em março de 2000, FitzGerald estava no conselho de diretores da Election.com quando realizou a primeira eleição pública do mundo realizada pela Internet, as primárias democratas do Arizona; nessas primárias, a participação eleitoral aumentou mais de 500% em relação às primárias de 1996.
FitzGerald teve um papel de liderança na campanha para um segundo referendo sobre o Tratado de Lisboa da UE em 2009. Ele defendeu a continuação da integração europeia na Irlanda. FitzGerald vinha criticando duramente o histórico do governo liderado pelo Fianna Fáil desde 1997 em relação à economia e às finanças nacionais. Em sua coluna no Irish Times, ele era um crítico frequente da perda de competitividade e da inflação causadas pelos cortes de impostos e aumentos excessivos nos gastos públicos da era do Tigre Celta. Em 2009, FitzGerald recebeu um novo carro ministerial, o primeiro e único a ser comprado pelo estado desde que uma recessão econômica atingiu a Irlanda em 2008. Em 2010, FitzGerald apareceu na lista "Top 40 Irishmen" da RTÉ.
Ele foi vice-presidente da Railway Preservation Society of Ireland durante seus últimos 20 anos.

## Finanças
No início de 1999, descobriu-se que cerca de seis anos antes, os Allied Irish Banks (AIB) e os Ansbacher Banks tinham anulado dívidas de quase IR£ 200.000 devidos por FitzGerald, após o colapso da empresa de leasing de aeronaves, Guinness Peat Aviation (GPA), da qual ele era acionista. O presidente do AIB na época, Peter Sutherland, também era ex-diretor do GPA e atuou como procurador-geral sob FitzGerald, antes de FitzGerald nomeá-lo como membro da Irlanda na Comissão Europeia. O Tribunal Moriarty investigou este assunto,  e comparou o tratamento dado pelo AIB a FitzGerald com o tratamento dado a Charles Haughey.  Eles encontraram evidências de que ele havia trabalhado para comprometer seu endividamento com o AIB e nenhuma evidência de qualquer irregularidade. 

## Morte
Em 5 de maio de 2011, foi relatado que FitzGerald estava gravemente doente em um hospital de Dublin. O recém-eleito Taoiseach do Fine Gael Enda Kenny enviou seus cumprimentos e o chamou de "instituição"; em 6 de maio, ele foi colocado em um ventilador. Em 19 de maio, após sofrer de pneumonia, ele morreu no Mater Private Hospital em Dublin, aos 85 anos.
Em uma declaração, a presidente irlandesa Mary McAleese saudou FitzGerald como "um homem mergulhado na história do Estado que se esforçou constantemente para tornar a Irlanda um lugar melhor para todo o seu povo". Taoiseach Enda Kenny prestou homenagem a "um homem verdadeiramente notável que fez uma contribuição verdadeiramente notável para a Irlanda". Henry Kissinger, o ex-secretário de Estado dos EUA que serviu como opositor de FitzGerald na década de 1970, lembrou "um homem inteligente e divertido que era dedicado ao seu país".
Sua morte ocorreu no terceiro dia da visita de estado da Rainha Elizabeth II à República da Irlanda, um evento projetado para marcar a conclusão do processo de paz da Irlanda do Norte que havia sido "construído sobre os alicerces" do Acordo de Hillsborough de FitzGerald com Margaret Thatcher em 1985. Em uma mensagem pessoal, a Rainha ofereceu suas condolências e disse que estava "triste" ao saber da morte de FitzGerald. O primeiro-ministro britânico David Cameron, que também estava na Irlanda, prestou homenagem à "enorme contribuição de FitzGerald para o processo de paz, trazendo reconciliação por tudo o que aconteceu no passado". Em sua visita a Dublin, o presidente dos EUA, Barack Obama, ofereceu condolências pela morte de FitzGerald; ele falou de "alguém que acreditava no poder da educação; alguém que acreditava no potencial da juventude; acima de tudo, alguém que acreditava no potencial da paz e que viveu para ver essa paz realizada".
FitzGerald foi enterrado no Cemitério de Shanganagh.

### Memória
Em fevereiro de 2012, a Young Fine Gael (YFG) anunciou que sua escola de verão anual seria renomeada para Garret FitzGerald YFG Summer School.

## Governos
FitzGerald liderou os seguintes governos:
- 17.º Governo da Irlanda (22.º Dáil; junho de 1981 – março de 1982)
- 19.º Governo da Irlanda (24.º Dáil; dezembro de 1982 – março de 1987)

## Doutorados honorários
- 1985:  Universidade de Saint Mary[63]
- 1986:  Universidade de Keele[64]
- 1987:  Boston College[65]
- 1987:  Universidade de Oxford[66]
- 1991:  Universidade Nacional da Irlanda[67]
- 1999:  Trinity College Dublin[68]
- 2003:  Ulster University[69]
- 2011:  The Open University[70]